# Elseya irwini
Elseya irwini is een schildpad uit de familie slangenhalsschildpadden (Chelidae). 

## Naam en indeling
De wetenschappelijke naam van de soort werd voor het eerst voorgesteld door John Robert Cann in 1997, zodat nog niet alle literatuur de soort vermeld. Oorspronkelijk werd de wetenschappelijke naam XXX gebruikt. De soortaanduiding irwini is een eerbetoon aan de Australische bioloog Bob Irwin (1939), die de soort ontdekte en tevens de vader is van Steve Irwin.

## Uiterlijke kenmerken
De schildpad kan een rugschildlengte bereiken van ongeveer 32 centimeter, het schild is tot 26 cm breed. De schildpad heeft een gele tot vrijwel witte kop, soms met een roze gekleurde snuit. De kop is rond de snuit erg glad. De ogen zijn zeer donker van kleur en hebben een zwarte iris. Onder de kin zijn twee kleine baarddraden aanwezig. 
Het rugschild heeft een bruine tot donkerbruine kleur. Het buikschild heeft een gele kleur met zwarte naden tussen de buikschilden, daarnaast zijn zwarte vlekken aanwezig. Jongere exemplaren hebben een bijna cirkelrond schild en hebben scherpe uitsteeksels aan de achterzijde van de marginaalschilden. Deze kenmerken verdwijnen bij oudere dieren die een meer ovaal schild krijgen. 

## Levenswijze
De schildpad is omnivoor en leeft van kleine waterdieren zoals slakken en insecten maar ook waterplanten en in het water gevallen rijp fruit worden gegeten. De juvenielen leven voornamelijk van dierlijk materiaal en gaan later meer planten eten. De vrouwtjes zetten ongeveer twaalf eieren af die ongeveer 35 millimeter breed zijn en 45 mm lang. De eieren komen na bijna vier maanden uit.

## Verspreiding en habitat
Elseya irwini is endemisch in Australië, en alleen in het oosten van de provincie Queensland. De soort leeft vooral in de riviersysstemen rond de Burdekin rivier en de Johnstone rivier. De habitat bestaat uit permanente diepere wateren.